# Гејбријел Басо
Луис Гејбријел Басо III (енгл. Louis Gabriel Basso III; Сент Луис, 11. децембар 1994) амерички је глумац.

## Биографија
Рођен је 11. децембра 1994. године у Сент Луису. Син је Марси и Луиса Џ. Басоа Млађег. Образован је код куће заједно са сестрама, Александром и Анализ Басо. Породица је редовно посећивала цркву. Првобитно је желео да постане професионални играч америчког фудбала, али се касније определио за глуму.

## Филмографија

### Филм
| Година | Српски назив           | Изворни назив | Улога          | Напомене   |
| ------ | ---------------------- | ------------- | -------------- | ---------- |
| 2007.  | Упознајте Била         |               | дете с раком   | непотписан |
| 2007.  |                        |               | ученик         | непотписан |
| 2009.  |                        |               | Хал Мичел      |            |
| 2011.  | Супер 8                |               | Мартин Рид     |            |
| 2013.  | Краљеви лета           |               | Патрик Кинан   |            |
| 2014.  |                        |               | Адам Голдстајн |            |
| 2015.  | У школи је најгоре     |               | Гуч            |            |
| 2015.  | Итака                  |               | Тоби Џорџ      |            |
| 2015.  |                        |               | Кајл Вотерман  |            |
| 2016.  |                        |               | Џими Питерсен  |            |
| 2016.  | Права истина           |               | Мајк Ласитер   |            |
| 2020.  | Горштачка елегија      |               | Џеј-Ди Венс    |            |
| 2024.  | Странци: Прво поглавље |               | Грегори        |            |
| 2024.  | Последње упозорење     |               | Мајк           |            |
| 2024.  | Поротник број два      |               | Џејмс Сајт     |            |

### Телевизија
| Година     | Српски назив                         | Изворни назив | Улога           | Напомене     |
| ---------- | ------------------------------------ | ------------- | --------------- | ------------ |
| 2009.      | Ај Карли                             |               | лажни Фреди     | 1 епизода    |
| 2009.      | Иствик                               |               | Елиот           | 1 епизода    |
| 2010.      | Средина                              |               | Родни Глоснер   | 1 епизода    |
| 2010—2013. | На слово, на слово Р                 |               | Адам Џејмисон   | главна улога |
| 2010.      | Шрекове страшне приче у Ноћи вештица |               | тинејџер (глас) | ТВ специјал  |
| 2011.      |                                      |               | Теди            | 1 епизода    |
| 2012.      |                                      |               | Били Мичел      | 1 епизода    |
| 2014.      |                                      |               | Брајан Роџерс   | 1 епизода    |
| 2023—данас | Ноћни агент                          |               | Питер Садерланд | главна улога |

### Веб
| Година     | Српски назив | Изворни назив | Улога | Напомене   |
| ---------- | ------------ | ------------- | ----- | ---------- |
| 2008—2009. |              |               | Марли | 10 епизода |
| 2012.      |              |               | Џеси  | 1 епизода  |